# Kruppscher Schieß- und Versuchsplatz (Dülmen)

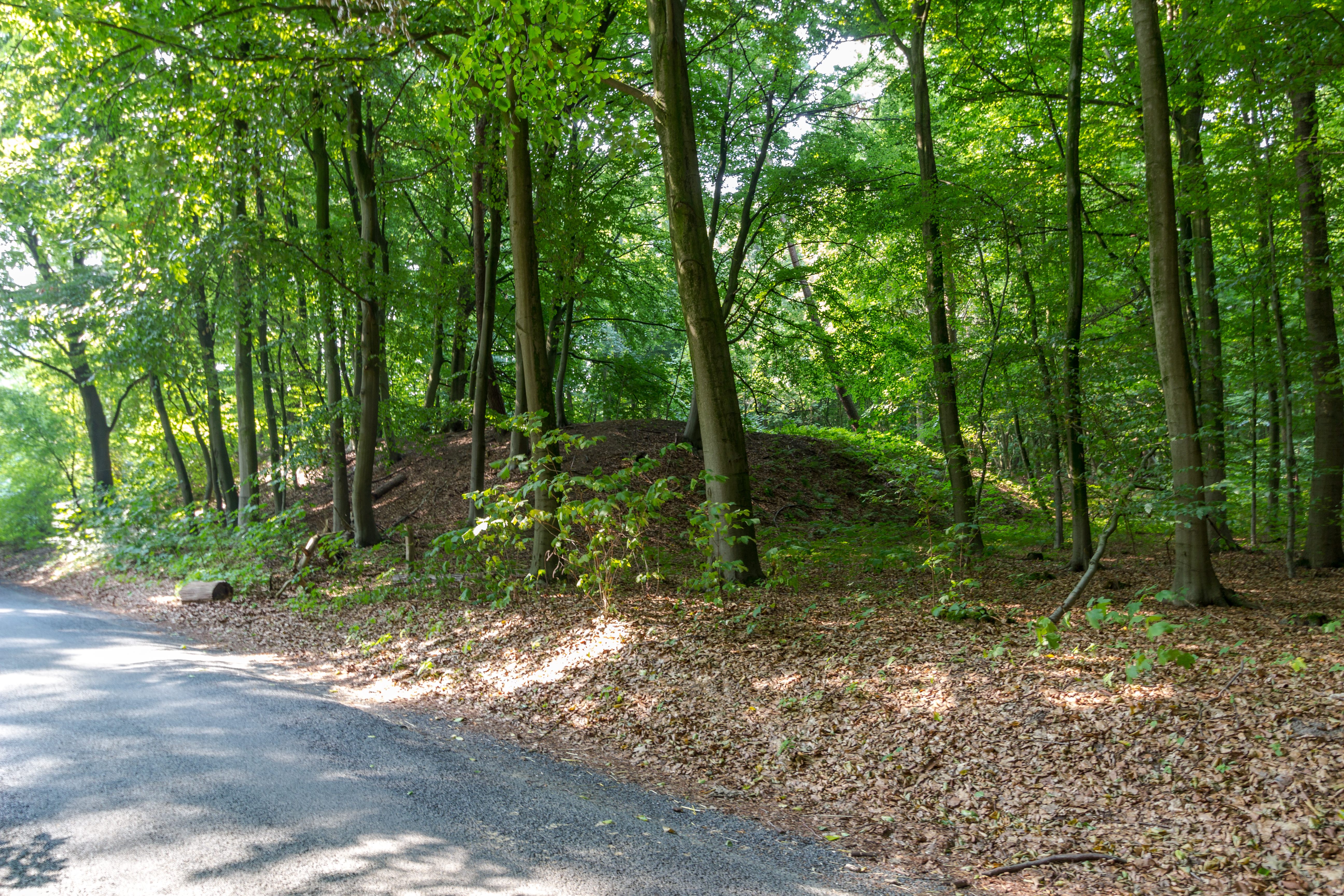
Erdhügel über dem ehemaligen Laboratorium des Schießplatzes

Der Kruppsche Schieß- und Versuchsplatz Dülmen ist ein Bodendenkmal in Dülmen-Dernekamp, etwa 150 Meter nordwestlich von Haus Visbeck.

## Geschichte
Nach dem Deutsch-Französischen Krieg wurde der Essener Rüstungsfabrikant Alfred Krupp, der zwecks Ersatzes zu klein gewordener Schießplätze in Essen und Bredelar auf der Suche nach einem passenden Gelände für eine „Versuchsstation für Geschütze aller Gattungen“ war, von dem arenbergischen Dömanenrat Prosper Landschütz (1816–1874) auf ein Gelände bei Dülmen aufmerksam gemacht, das 100 Meter von der Chaussee Dülmen–Seppenrade und 6 Kilometer vom Bahnhof Dülmen (Streckenabschnitt Wanne–Münster der Köln-Mindener Eisenbahn) entfernt lag. Im März 1873 waren die Verhandlungen über die 1291 Hektar große Fläche abgeschlossen, so dass mit dem Bau der Anlage begonnen werden konnte. Am 6. Juli 1873 wurde der Betrieb aufgenommen, die abschließende amtliche Erlaubnis datierte am 22. August 1873.
Die Südwestgrenze des Schießplatzes lag 6240 Meter vom Nullpunkt (Abschusspunkt der Geschosse) entfernt. Auf den ersten 1000 Metern hatte das Gelände eine Breite von 1000 Metern, danach bis zum Ende 1600 Meter. Das Schussfeld selbst hatte eine Breite von erst 150 Metern, dann 200 Metern. Der restliche Bereich galt als Sicherheitszone gegen Sprengstücke. Die Südwestgrenze bildeten die Borkenberge mit dem Fischberg. Von diesen Erhebungen wurde angenommen, dass sie einen natürlichen Kugelfang bildeten. Die Schussrichtung war von Nordost nach Südwest. Die Stever floss durch den Schießplatz, 150 Meter vor dem Geschützstand lag der Mühlbach und bei 1700 Metern ein weiterer Bach. Zusätzlich kreuzten mehrere öffentliche Wege den Platz. Innerhalb einer Umwallung wurden ein Verbrauchsmagazin (Pulvermagazin) und ein Laboratorium untergebracht, außerhalb des Walls ein Observatorium, eine Menage (Kantine) für die Bedienmannschaft, ein Lafettenschuppen und der Geschützstand. Die Schusslinie verlief von dort in südwestlicher Richtung auf den Fischberg zu.
Die Anlage wurde von der Krupp-Gussstahlfabrik für die Entwicklung von Munition und Geschützen betrieben. Der Deutsch-Französische Krieg hatte die eminente strategische Bedeutung von Feldgeschützen mit hoher Reichweite vor Augen geführt. Die Entscheidung im Januar 1874, das kaiserliche Feldheer mit neuartigen Stahlgeschützen auszurüsten, gab ihrer Entwicklung, Erprobung und Herstellung weiteren Auftrieb. Auch Küsten- und Schiffsgeschütze wurden getestet. Über die Resultate auf der Schießanlage berichtete die Kölnische Zeitung, in deren Gefolge zudem einige Blätter aus Übersee. 
Nachdem am 23. November 1874 Anwohner des Schießplatzes beim Amt Haltern zu Protokoll gegeben hatten, dass beim Schießen mit schweren Geschützen am 19. November 1874 fünf Geschosse über die Borkenberge hinausgeflogen und 100 Schritt von bewohnten Häusern eingeschlagen waren, untersagte August von Bönninghausen, der Landrat des Kreises Coesfeld, das Schießen unter Androhung einer hohen Strafe. Krupp konnte durch Beschwichtigung des Landrats erreichen, dass das Schießverbot wieder aufgehoben wurde. Dennoch kam es im Februar 1875 zu einem erneuten Vorfall durch ein „abirrendes Sprengstück“. Auch diesmal konnte Krupp einen Streit mit dem Landrat beilegen.
Im August 1875 stand ein Schießen mit einer 35,5-cm-Kanone bevor. Sie sollte auf der Centennial Exhibition in Philadelphia (1876) ausgestellt werden. In dieser Situation machte der Leiter der Schießanlage, der Militäringenieur Martin Prehn, am 26. August 1875 darauf aufmerksam, dass das Schießen unter den bestehenden Schießplatzverhältnissen nicht ausführbar sei. Einen Ankauf hindernder Bauernhöfe betrachtete er als Geldverschwendung und riet dazu, einen anderen Schießplatz zu erwerben. Diese Empfehlung wiederholte Prehn am 12. Februar 1876, woraufhin Krupp am 20. Februar 1876 einwilligte, einen neuen Schießplatz ins Auge zu fassen. Dieser neue Platz, rund 17 Kilometer lang und zwei, später fünf Kilometer breit, heute Wehrtechnische Dienststelle für Waffen und Munition, wurde am 1. Februar 1877 durch Krupp von der Stadt Meppen im Emsland erworben. Noch im September desselben Jahres begann dort das Schießen.
Für einige Jahre ließ Krupp den Dülmener Schießplatz zum Testen von Feldgeschützen weiterführen. Ausschlaggebend war die Nähe zum Essener Fabrikstandort. Wahrscheinlich schon 1876, spätestens jedoch 1878, nutzte das Infanterie-Regiment „Herwarth von Bittenfeld“ (1. Westfälisches) Nr. 13 den Standort für Übungen zum Gefechtsschießen. Trotz Vermietung an Fremdnutzer wie die Heeres- und Marineverwaltung wurde die Anlage allerdings zunehmend unrentabel, zudem mehrten sich die Sicherheitsbedenken der Anwohner. Spätestens 1881 wurde mit der Veräußerung des Grundbesitzes, der Aufhebung der Pachtverträge und der Demontage der baulichen Anlagen begonnen. Die Abwicklungen zogen sich bis 1886 hin. Auf Teilen des Geländes entstanden später der Flugplatz Borkenberge und der Truppenübungsplatz Haltern.
Der Landschaftsverband Westfalen-Lippe klassifizierte das Element „Pulverschuppen/Schießanlage der Firma Krupp“ 2007 als wichtiges Bodendenkmal.